# Chebský dub
Chebský dub je památný strom, dub letní (Quercus robur). Roste na jihozápadním okraji Chebu v Karlovarském kraji v aleji u zahrádkářské kolonie, vpravo od silnice do Klášterního Dvora. Patří mezi nejvyšší památné duby v kraji. Obvod nápadného sloupovitého kmene měří 454 cm. Košatá koruna s velkými ročními přírůstky dosahuje do výšky 31 m (měření 2014).
Za památný byl vyhlášen v roce 1985 jako strom významný stářím a vzrůstem. 

## Stromy v okolí
- Dub letní v Chlumečku
- Stříbrný javor u Komorní Hůrky
- Dub letní ve Dvorečku
- Dub v Jedličné